# Przystałowice Duże
Przystałowice Duże (prononciation : [pʂɨstawɔˈvit͡sɛ ˈduʐɛ]) est un village polonais de la gmina de Klwów dans le powiat de Przysucha de la voïvodie de Mazovie dans le centre-est de la Pologne.
Il se situe à environ 7 kilomètres au sud-est de Klwów (siège de la gmina), 14 kilomètres au nord de Przysucha (siège du powiat) et à 85 kilomètres au sud de Varsovie (capitale de la Pologne).

## Histoire
De 1975 à 1998, le village appartenait administrativement à la voïvodie de Radom.